# Pravda
O Pravda (em russo: Пра́вда, trad.: Verdade) foi o principal jornal da União Soviética e um órgão oficial do Comitê Central do Partido Comunista da União Soviética entre 1918 e 1991. Privatizado em 1996, o jornal ainda existe e está em circulação na Rússia, mas ficou mais conhecido nos países ocidentais por seus pronunciamentos durante o período da Guerra Fria. Existe ainda um certo número de outros jornais menos famosos em outros países que também se chamam Pravda.

## Origens

### Pravdade Viena
O Pravda original foi fundado por Leon Trotski, Victor Kopp, Adolph Joffe e Matvei Skobelev como um jornal social-democrata russo semanal voltado para os operários, chamado Zvezda. O jornal era publicado no exterior para evitar censura e de lá enviado para dentro da Rússia. A primeira edição foi publicada em Viena, capital da Áustria, em 3 de outubro de 1908. A redação era constituída por Trotski e, em épocas diferentes, Victor Kopp, Adolf Joffe e Matvei Skobelev. Os dois últimos tinham pais ricos e sustentavam o jornal financeiramente.
Como o Partido Social-Democrata Russo era dividido em múltiplas facções e Trotski se apresentava como um 'social-democrata sem facção', o jornal gastava boa parte de seu tempo tentando reunir as tendências do partido. Os editores tentaram evitar as edições segmentadas que dividiram os emigrados russos e concentravam-se em assuntos de interesse dos trabalhadores russos. Junto a um estilo de redação vívido e fácil de compreender, rapidamente o jornal tornou-se muito popular na Rússia.
Em janeiro de 1910, o comitê central do Partido realizou uma plenária extraordinária com representação de todas as facções. Foi firmado um acordo abrangente para tentar reunificar o partido. Como parte desde acordo, o Zvezda de Trotski foi transformado num órgão central financiado pelo partido. Lev Kamenev, um dos líderes dos bolcheviques e colaborador próximo de Lenin, entrou para o conselho editorial, mas renunciou em agosto do mesmo ano, após o fracasso da reconciliação. O jornal publicou sua última edição em 22 de abril de 1912. No mesmo ano a publicação do Zvezda foi resumida, desta vez como "pravda" e editorializada por Viacheslav Molotov e Alexander Shliapnikov, considerados seus fundadores.

### Pravdade São Petersburgo
Após a derrocada do compromisso de janeiro de 1910, a facção bolchevique do PSDR começou publicar um semanário legalizado em São Petersburgo, o Zviezda ('A Estrela"), em dezembro do mesmo ano. Quando os bolcheviques racharam formalmente com as outras facções em sua conferência em Praga, em janeiro de 1912, decidiram também transformar Zviezda, até então publicado três vezes por semana, em um jornal diário.
Os bolcheviques finalmente realizaram seu plano quando a primeira edição do novo Pravda foi lançada em São Petersburgo, em 22 de abril de 1912. A publicação continuou legalmente (ou seja, sujeita à censura oficial) até ser fechada pelo governo em julho de 1914, no início da Primeira Guerra Mundial.
Devido ao assédio da polícia, o jornal teve de mudar de nome oito vezes em apenas dois anos:
- Рабочая правда (Rabôtchaia Pravda, A Verdade Operária)
- Северная правда (Severnaia Pravda A Verdade do Norte)
- Правда Труда (Pravda Truda, A Verdade do Trabalho)
- За правду (Za Právdu, Pela Verdade)
- Пролетарская правда (Proletarskaia Pravda, A Verdade Proletária)
- Путь правды (Put' Právdi, O Caminho da Verdade)
- Рабочий (Rabôtchi, O Operário)
- Трудовая правда (Trudovaia Pravda, A Verdade Trabalhista)

No que parecia ser um desenvolvimento menor naquele tempo, em abril de 1913 Trotski revoltou-se tanto contra o que lhe parecia uma usurpação do nome do 'seu' jornal, que escreveu uma carta amarga a Nikolai Tchkheidze denunciando Lenin e os bolcheviques. Em 1921, Trotski conseguiu ocultar o conteúdo da carta para evitar constrangimentos, mas quando começou a perder poder no final dos anos 1920, a carta foi levada a público por seus oponentes dentro do Partido Comunista em 1924 e usada para mostrá-lo como inimigo de Lenin.

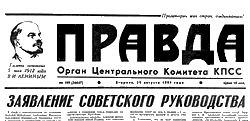
Primeira página de uma edição do Pravda. A manchete diz: "Declaração da Liderança Soviética"

Após um período de relativa calma social entre 1908 e 1911, o triênio 1912-1914 foi uma época de tensões sociais e políticas crescentes na Rússia, após a execução da Lena em abril de 1912. Em contraste com o Pravda de Trotski, que fora publicado para os operários por um pequeno grupo de intelectuais, o Pravda bolchevique era editado na Rússia e publicava centenas de cartas e artigos escritos por operários. Uma combinação destas tensões com a participação ativa dos trabalhadores ajudou a popularizar o jornal: sua tiragem flutuava entre 20 000 e 60 000 exemplares, uma soma respeitável para a época, especialmente considerando a perseguição do governo e o baixo nível de instrução dos leitores. Outra diferença entre os dois Pravdas era o fato de que a versão de Trotski era financiada por patrocinadores ricos, enquanto a dos bolcheviques passava por dificuldades financeiras na época e dependida de contribuições dos próprios operários.
Apesar de Lenin e os bolcheviques editarem muitos jornais dentro e fora da Rússia antes da tomada de poder em 1917, foi esta versão do Pravda de 1912-1914 (junto com a Iskra em 1900-1903) que foi mais tarde considerado pelos comunistas como o verdadeiro precursor do jornal oficial, pós-1917, Pravda. A significância do Pravda de Trotski foi diminuída e depois da expulsão de  Trotski do Partido Comunista, o Pravda original foi simplesmente ignorado pelos historiadores soviéticos até a perestroika.
Apesar de Lenin ter sido o líder dos bolcheviques em 1912-1914, ele viveu na Europa em exílio (em Cracóvia entre a metade de 1912 e a metade de 1914) e não podia exercer o controle direto do Pravda. Viatcheslav Molotov foi o editor de fato, que  controlou o jornal em 1912-1914, enquanto outro proeminente bolchevique, incluindo, Josef Stalin (até a sua prisão e exílio em março de 1913 e após seu retorno a Rússia em 1917) serviu no conselho de acordo como as circunstâncias lhe permitiram. Como mais tarde se descobriu, um dos editores, Miron Tchernomázov, era um agente de polícia disfarçado.
Para evitar o rompimento no caso de prisão, os editores bolcheviques verdadeiros não eram oficialmente responsáveis pelo jornal. Ao invés disto, o Pravda empregava cerca de 40 "editores" nominais, geralmente trabalhadores, que eram presos e iam para a prisão sempre que a polícia fechava o jornal.
Durante este período, o conselho editorial do Pravda frequentemente tentava evitar multas governamentais ou proibição de direitos moderando seu conteúdo. Esta atitude levou à atritos repetidos entre Lenin e os editores, estes últimos, às vezes, alterando os artigos de Lenin ou até mesmo se recusando a publicar os trabalhos de Lenin. Estes atritos foram usados por Nikita Khruschov no final de 1961 ao tentar desacreditar Molotov.
Entre dezembro de 1912 e outubro de 1913, o Pravda também foi campo de batalha na luta de Lenin com os deputados bolcheviques na Duma, que estavam procurando fechar acordos com os deputados mencheviques, enquanto Lenin insistia numa ruptura total com os mencheviques. Em janeiro de 1914, Kamenev foi enviado para São Petersburgo para dirigir o Pravda e a facção bolchevique na Duma.
A deposição do tsar Nicolau II pela Revolução de Fevereiro de 1917 permitiu a reabertura do Pravda. No início de março daquele ano, Kamenev e os membros do comitê central Stalin e Muranov voltaram do exílio na Sibéria e assumiram o conselho editorial. Sob influência de Kamenev e Stalin, o Pravda inicialmente adotou um tom relativamente conciliatório em relação ao Governo Provisório e conclamou a uma conferência de reunificação com a facção menchevique.
Após retornar para a Rússia, em abril (junto com Grígori Zinoviev), Lenin condenou duramente o Governo Provisório e as tendências de unificação em suas Teses de Abril. Poucos dias depois, o tom do editorial do Pravda mudou, e passou também a condenar o Governo Provisório como "contra-revolucionário". A partir de então, o Pravda passou a seguir essencialmente a posição editorial de Lenin. Após a Revolução de Outubro de 1917, o Pravda chegou a vender 100.000 exemplares diariamente.

## Período Soviético
A sede do jornal foi transferida para Moscovo em 31 de Março de 1918. O Pravda se tornou uma publicação oficial, ou "órgão", do Partido Comunista da União Soviética. A partir de então, o Pravda passou a ser o veículo preferencial para pronunciamentos e anúncios públicos de políticas estatais e de governo, situação que permaneceu até 1991.
Havia também outros jornais que funcionavam como órgãos de instituições estatais e departamentos do governo, como por exemplo o Izvéstia — que cobria a política externa da URSS — era o órgão do Soviete Supremo; o Trud era o órgão do movimento sindical; o Komsomolskaia Pravda era o órgão do Komsomol; o Krasnaia Zvezda, das Forças Armadas; e o Pionerskaia Pravda, que era o órgão do Movimento dos Pioneiros soviéticos.
No período após a morte de Lenin, em 1924, o Pravda seria usado como base política por Nikolai Bukhárin, um dos líderes rivais do Partido, que era o editor-chefe do jornal e por meio dele construiu uma reputação de teórico. Semelhantemente, o mesmo ocorreu após a morte de Stalin, em 1953, no vazio de poder que se seguiu. Nikita Khruschov então usou seu controle editorial sobre o Pravda como arma para disputar o poder com Gueórgui Malenkov, que editava o Izvéstia.

## Período Pós-Soviético
Em 22 de agosto de 1991, um decreto do então presidente russo Boris Iéltsin fechou o Partido Comunista e confiscou todas as suas propriedades, incluindo o Pravda. Na ocasião, a equipe de jornalistas lutou pela história do jornal. Eles, poucas semanas depois, registraram o título e abriram um novo jornal com o mesmo nome.
Meses mais tarde, o então editor-chefe Guenádi Selezniov (já membro da Duma) vendeu o Pravda para uma família de empresários gregos, os Yannikos. O editor-chefe que o substituiu, Aleksandr Ilin, entregou a marca-símbolo do Pravda — as medalhas da Ordem de Lênin — e o certificado de registro para os novos proprietários.
Por essa época, ocorreu uma séria divisão na redação: mais de 90% dos jornalistas que trabalhavam para o Pravda desde antes de 1991 pediram demissão. Eles fundaram sua própria versão do jornal, mais tarde fechada sob pressão do governo. Os mesmos jornalistas, então, liderados pelos ex-editores do Pravda Vadim Gorshenin e Víctor Linnik, lançaram em janeiro de 1999 o Pravda Online, o primeiro jornal online em russo; e há também versões disponíveis em inglês, italiano e português.
Não existe qualquer relação entre o novo Pravda impresso e o Pravda Online, apesar de jornalistas de ambas as publicações manterem contato mútuo. O Pravda em papel tende a analisar eventos de um ponto de vista esquerdista, enquanto o jornal em versão da Web geralmente tem abordagem nacionalista.
Enquanto isso, em 2004, um guia urbano em linha também chamado Pravda foi lançado na Lituânia. Esta publicação não tem nenhuma semelhança com o Pravda original comunista, apesar de ironicamente prometer, como missão, "noticiar a verdade e nada mais que a verdade". O novo pravda.ru também é conhecido pela sua grande parcialidade jornalística, ao exaltar em excesso a Rússia e denegrir a imagem de alguns países ocidentais, principalmente os EUA e a Europa.
O jornal foi comprado em 1997 pelo Comité Central do Partido Comunista da Federação Russa. Seu editor é Boris Komotski desde 2009, membro do Secretariado do Comité Central do KPRF e deputado à Duma Estatal da Rússia desde 2011.
A 5 de maio de 2012, o jornal celebrou o seu 100 º aniversário. Cem anos do jornal Pravda

## Pravdanas artes
- O autor americano de ficção científica, Robert A. Heinlein, escreveu uma monografia de não-ficção no jornal, baseada em suas experiências como turista na Rússia durante o período Soviético, intitulada "'Pravda' significa 'Verdade'".
- The Moon is a Harsh Mistress (em português "A Lua é uma amante ríspida"), um conto também de Heinlein sobre uma revolução lunar. Contém um jornal (publicado em Novy São Petesburgo) chamado Lunaskia Pravda.
- No filme Alphaville, o agente secreto Lemmy Caution afirma, a certa altura, estar trabalhando para o Figaro-Pravda, obviamente uma união de Pravda com Le Figaro.
- Pravda está frequentemente presente em trabalhos artísticos do Realismo Socialista.[carece de fontes?]
- No Anime Girls And Panzer, há uma escola de Sensha-do com claras referências Soviéticas chamada Pravda High School